# Ирвин, Роберт
Роберт Грэм Ирвин (англ. Robert Graham Irwin, 23 августа 1946[…], Гилфорд — 28 июня 2024, Лондон) —  британский историк-медиевист, писатель, арабист, специалист по истории средних веков Арабского и Ближнего Востока.

## Биография
Роберт Ирвин родился в 1946 году. Окончил Оксфордский университет, писал выпускную работу в Школе востоковедения и африканистики (SOAS) при Лондонском университете.
С 1972 года преподавал историю Средних веков в Сент-Эндрюсском университете.

### Писательская деятельность
С 1977 года Роберт Ирвин прекратил преподавательскую деятельность и обратился к писательской. Известность ему как писателю принёс роман «Арабский кошмар», который увидел свет в 1983 году. Роман прославил автора на весь мир — «Арабский кошмар» переведён на все европейские языки. Его переизданная версия в 2002 году вызвала похвальные отклики в газетах Washington Post, Sunday Times и Guardian.
В 1997 году вышел новый роман Роберта Ирвина «Плоть молитвенных подушек», в которой писатель вновь обращается к магическому очарованию Востока.
Ирвин был научным сотрудником Школы востоковедения и африканистики, а также работал редактором в Литературном журнале-приложении к газеты The Times (The Times Literary Supplement).

## Творчество
- «Арабский кошмар» англ. The Arabian Nightmare (1983, роман)
- англ. The Middle East in the Middle Ages:The Early Mamluk Sultanate 1250-1382 (1984)
- «Пределы зримого» англ. The Limits of Vision (1986, роман)
- «Алжирские тайны» англ. The Mysteries of Algiers (1988, роман)
- англ. The Arabian Nights: A Companion (1994)
- «Утонченный мертвец» англ. Exquisite Corpse (1995, роман)
- «Плоть молитвенных подушек» англ. Prayer-Cushions of the Flesh (1997, роман)
- «Исламское искусство» англ. Islamic Art (1997)
- «Ложа чернокнижников» англ. Satan Wants Me (1999, роман)
- англ. Night and Horses and the Desert: the Penguin Anthology of Classical Arabic Literature (1999)
- англ. The Alhambra (2005)
- англ. For Lust of Knowing: The Orientalists and their Enemies (2006)
- «Опасное знание: Ориентализм и недовольные» англ. Dangerous Knowledge: Orientalism and Its Discontents (2006)

### «Опасное знание: Ориентализм и недовольные»
В 2006 году вышла в свет книга Роберта Ирвина «Опасное знание: Ориентализм и недовольные», в которой он язвительно раскритиковал книгу Саида «Ориентализм». Он прямо говорит, что книга и в целом образ мышления и аргументы Саида — «это дешевая подделка, ненадёжная и злокозненная». Ирвин пишет, что Саид сосредоточился на описании и критике английских и французских востоковедов, оставив без внимания Германию и Россию.